# 单色显示器

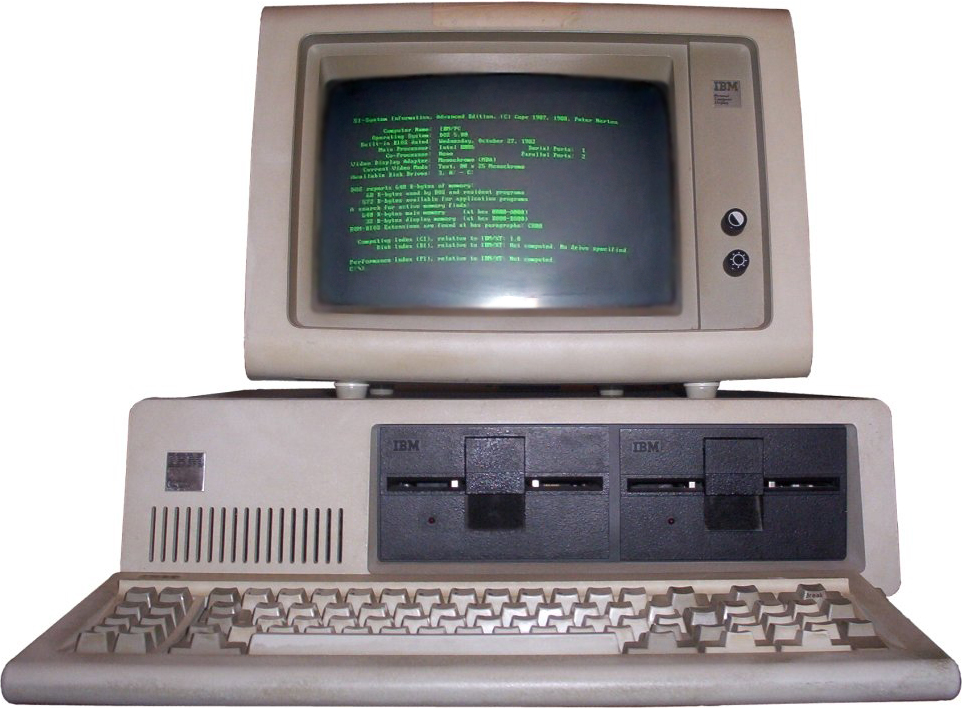
一台配备绿色的单色显示器的IBM计算机

单色显示器（英語：monochrome monitor）是一种CRT顯示器，这在彩色显示器流行之前的计算机早期时代（20世纪60到80年代）非常普遍。它们目前仍广泛应用于计算机化的收銀機和工業電腦等系统中。绿色荧光屏（Green screen）是使用綠色“P1”磷光体的屏幕的通用名称。
随着20世纪80年代中期的丰富，它们被电传終端和能显示颜色的CRT以及之后的LCD取代，作为计算机的主要视觉输出设备。

## 设计
不同于使用红色、绿色和蓝色磷光体来显示多种颜色的文字和图形的彩色监视器，单色显示器只有一种颜色的荧光粉（monochrome中mono表示“一种”，chrome表示“颜色”），所有文字和图形都以该颜色显示。部分监视器支持改变个别像素的亮度，从而制造颜色和深度的错觉，就像一台黑白电视。
但那通常只能提供很有限的亮度级别来保存到帧缓冲器，因为内存在70年代和80年代非常昂贵。VT100中每个字符只有正常/亮或正常/暗淡的1比特状态，Macintosh 128K中每个字符是黑色/白色，NeXT MegaPixel Display中每个字符则可以是黑色/暗灰色/亮灰色/白色，使用2比特。
单色显示器通常有三种颜色：如果使用了P1磷光体，屏幕只能显示绿色。如果使用了P3磷光体，屏幕显示琥珀色。如果使用了P4磷光体，屏幕显示白色；这与早期的电视机使用相同的磷光体。琥珀色屏幕声称具有改进的人体工程学，尤其是能减少眼睛疲劳；但这项宣称似乎没有什么科学依据。

## 例子
早期单色显示器的著名例子是迪吉多公司于1978年发布的VT100，以及1981年随IBM PC 5150发布的IBM 5151。

## 使用
IBM 5151被设计为配合PC的单色显示适配器（MDA）文本显示卡工作，但第三方的大力神图形卡成为了5151屏幕的绝佳伴侣，因为Hercules的显卡有相对较高的720×348像素位图分辨率的单色图形能力，被Lotus 1-2-3等许多用于生成业务演示图形的電子試算表使用。这种分辨率比IBM 彩色图形适配器320×200像素或640×200像素图形卡标准更高。它可以运行大多数面向CGA显卡模型编写的程序。单色显示器之后被继续使用，即使IBM在20世纪80年代末推出了更高分辨率的彩色IBM 增强图形适配器和面向双监视器应用程序的视频图形阵列标准。

## 澄清
虽然都是像素，但单色显示器产生的文字和图像比彩色CRT监视器更清晰。这是因为单色显示器由连续的磷光体涂层组成，并且可以通过聚焦电子束来控制锐度；而在彩色监视器上，每个像素由三个荧光点（一个红色，一个蓝色，一个绿色）组成。几乎所有的哑终端都使用单色显示器，并且仍广泛使用基于文本的应用程序，诸如计算机化收银和銷售時點情報系統系统，因为它们有优秀的清晰度和增强的可读性。
一些绿色屏幕显示器配备有特别充分/强烈的磷光体涂层，使字符非常清晰和清楚地定义（增加可读性），但这会在文字滚动或画面快速替换时产生余辉效应（也称“屏幕拖影”）。其他绿色屏幕避免了严重的余辉效应，但却是以像素化的字符图像为代价。IBM 5151具有亮度和对比度控制，允许用户自行设置两者的平衡点。
目前已过时的绿色荧屏的余辉效果已成为计算机生成文本的一个显著的视觉特征，经常被许多未来主义作品使用。科幻电影《攻殼機動隊》和黑客帝国系列之「代碼瀑布」的电影开幕中突出显示了具有绿色、重影文本的计算机显示器。绿色文本也是《迷失》系列中Swan的计算机的特色。

## 屏幕印痕
因为所使用的磷光体具有非常高的强度，单色显示器非常容易受到磷質烙印的影响，这也带来了螢幕保護裝置的发展。高强度磷光体的另一个影响是，它会带来一种“重影”现象，屏幕上的内容在被消隐后仍会有暗淡的余辉短暂存在。这有在一些流行文化中出现，例如电影《黑客帝国》。
这种重影效应也被部分监视器利用，它们使用相对长衰变周期的荧光粉发光以减少闪烁，从而降低视觉疲劳。